# Google Lively
Google Lively — ныне несуществующий вебсайт, разработанный компанией Google, который предоставлял возможность общения с людьми посредством 3D графики, виртуальных комнат и создания аватаров. 31 декабря 2008 года проект был закрыт.

## История
Google Lively был доступен для браузеров Mozilla Firefox и Internet Explorer и для ОС Windows XP, Windows Vista. Для работы вебсайта требовался Adobe Flash и установка дополнительных компонентов, а также наличие относительно современного компьютера. 
Проект был разработан, как попытка интегрировать в него другие сервисы Google, конкурировать с Second Life и как новый способ доступа к информации в интернете. Это стало возможным благодаря встраиванию «комнат» Lively в любую веб-страницу HTML, это означало, что контент можно было предоставлять в двухмерном формате, а общение по теме этого контента можно было осуществлять в трехмерной комнате прямо из браузера, без необходимости использовать отдельную программу.
В каждую комнату могло присоединиться до 20 пользователей, внутри комнат имелась возможность совместно просматривать видео с YouTube и размещать фото загруженные из Picasa, создавать дизайн виртуальных комнат, перемещать предметы. Имелся лимитированный каталог одежды и волос для создания аватаров. Общение происходило под видом чатов и анимированных действий. 
Гаджеты из комнат Lively могли отображаться на рабочем столе пользователя благодаря компоненту Google Desktop.
Компания изначально рассматривала Lively как эксперимент и приняла решение об его закрытии в конце года, заявив о намерениях направить свои силы на основные сферы деятельности.